# 岩倉沙織
岩倉 沙織（いわくら さおり、1978年6月27日 - ）は、香川県丸亀市出身の女優。
以前はプロダクション尾木に所属していた。

## 人物
- 資格：英語検定準2級、自動2輪免許
- 特技：日本舞踊（花柳流）、茶道（裏千家）、ピアノ、似顔絵描き
- 趣味：バス釣り（記録48cm）、ツーリング

▪デビュー当初「和鞍さほり」で活動、その後「岩倉沙織」に改名した

## 出演

### テレビドラマ
- ナイトホスピタル〜病気は眠らない〜（日本テレビ、2002年10月 - 12月）レギュラー
- いつもふたりで（フジテレビ、2003年1月 - 3月）レギュラー
- きみはペット（TBS、2003年4月 - 6月）レギュラー
- ラブ・ジャッジ（TBS、2003年10月2日）
- 月曜ミステリー劇場「ムコ入り刑事 高山家・明の事件ファイル」（TBS、2003年12月1日）
- 電池が切れるまで（テレビ朝日、2004年4月 - 6月）レギュラー
- 特命係長 只野仁（テレビ朝日）
  - 女弁護士の秘密を暴け!『リターンズ』（2004年12月22日）
  - 2ndシーズン（2005年1月 - 3月） - 柴田留美　レギュラー
  - 狙われたセレブな女たち（2005年8月7日）
- あいのうた（日本テレビ、2005年10月 - 12月）レギュラー
- TBSテレビ放送50周年 2006年新春スペシャルドラマ「里見八犬伝」（TBS、2006年1月2日 - 3日）
- 水曜ミステリー9「警視庁黒豆コンビ2」（テレビ東京、2006年2月1日）
- NHK大河ドラマ「功名が辻」（NHK総合、2006年4月 - 2007年3月）レギュラー（しの役）
- 水曜ミステリー9「神楽坂署生活安全課2」（テレビ東京、2006年6月14日） ‐ 前園郁子
- 大奥スペシャル〜もうひとつの物語〜（フジテレビ、2006年12月29日）奥女中 桜井役
- ドラマ24「エリートヤンキー三郎」（テレビ東京、2007年4月 - 6月）レギュラー（占い師の助手役）
- 女帝 第1話 - 第3話（テレビ朝日、2007年7月13日 - 7月27日）
- 土曜ワイド劇場「新・警視庁女性捜査班2」（テレビ朝日、2007年11月3日）
- 死化粧師 第6話（テレビ東京、2007年11月10日）銀行員 小野律子役

### インターネットドラマ
- 恋のパラドラ 第5話（gooブロードバンド/Music&Videoチャネル、2008年1月15日 - 3月30日配信）

### バラエティ
- ニョキニョキテレビ しらべ〜るの冒険（岡山放送）
- お父さんのためのショウビス講座（BS-i、2004年9月）アシスタント
- ルドイア☆星惑三第（日本テレビ、2007年5月 - 9月）惑星諜報行政官役

### 映画
- SHINOBI（松竹、2005年9月17日）
- 大奥（東映、2006年12月23日）月光院付中臈 桜井役

### 舞台
- 三丁目の夕日（明治座、2008年11月3日 - 11月28日）魚屋・なお役

### CM
- ジェイフォン四国
- au（2007年4月28日 -